# Timur Süleimenow
Timur Muratuly Süleimenow (kasachisch Тимур Мұратұлы Сүлейменов, russisch Тимур Муратович Сулейменов Timur Muratowitsch Suleimenow; * 5. April 1978) ist ein kasachischer Politiker. Seit März 2019 ist er stellvertretender Vorsitzender der Kasachischen Nationalbank.

## Leben
Timur Süleimenow wurde 1978 geboren. Er erlangte 2000 einen Hochschulabschluss in Management an der Staatlichen Universität Pawlodar. Durch ein kasachisches Stipendienprogramm machte er 2002 einen Master of Business an der Robert H. Smith School of Business der University of Maryland.
Seinen beruflichen Werdegang begann er 2002 als Berater bei Ernst & Young Kasachstan in Almaty. Anschließend arbeitete er von 2006 bis 2009 für das kasachische Erdölunternehmen KazMunayGas Exploration Production. Im März 2009 bekleidete er als stellvertretender Minister für Wirtschaft und Haushaltsplanung zum ersten Mal eine Position in der kasachischen Regierung. Ab März 2010 war er stellvertretender Minister für wirtschaftliche Entwicklung und Handel. Zwischen 2012 und 2016 war er Mitglied des Vorstands der Eurasischen Wirtschaftskommission, einem Gremium der Eurasischen Wirtschaftsunion. Am 28. Dezember 2016 wurde Süleimenow im Kabinett von Baqytschan Saghyntajew zum Minister für nationale Wirtschaft ernannt. Diesen Posten hatte er bis Februar 2019 inne. Am 2. März 2019 wurde er zum stellvertretenden Vorsitzenden der Kasachischen Nationalbank ernannt.
Im Juni 2022 leitete er die 12. Ministerkonferenz der WTO.